# Lukas Furtenagel

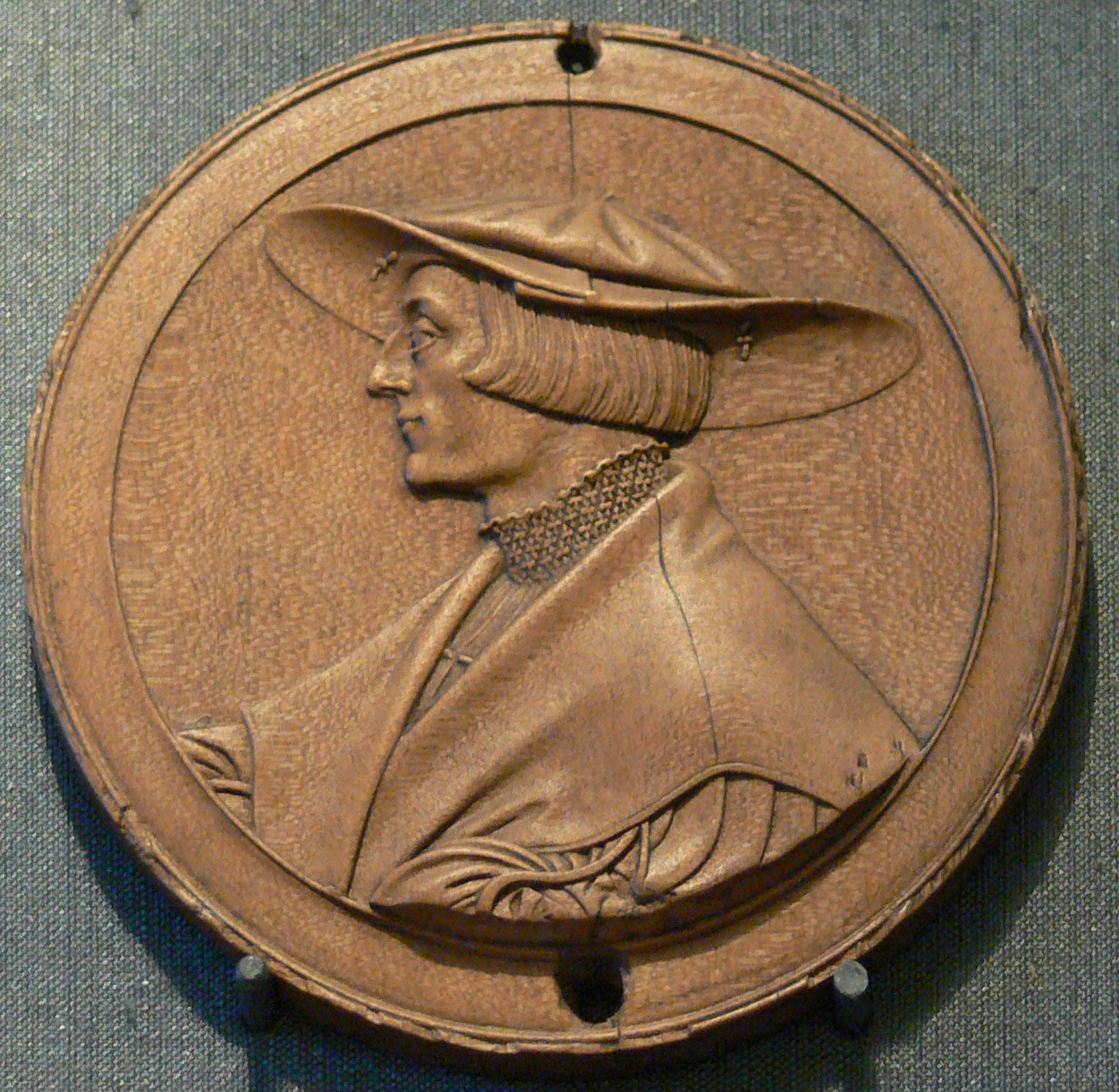
Lukas Furtenagel, 1527 porträtiert von Friedrich Hagenauer auf einer Medaille

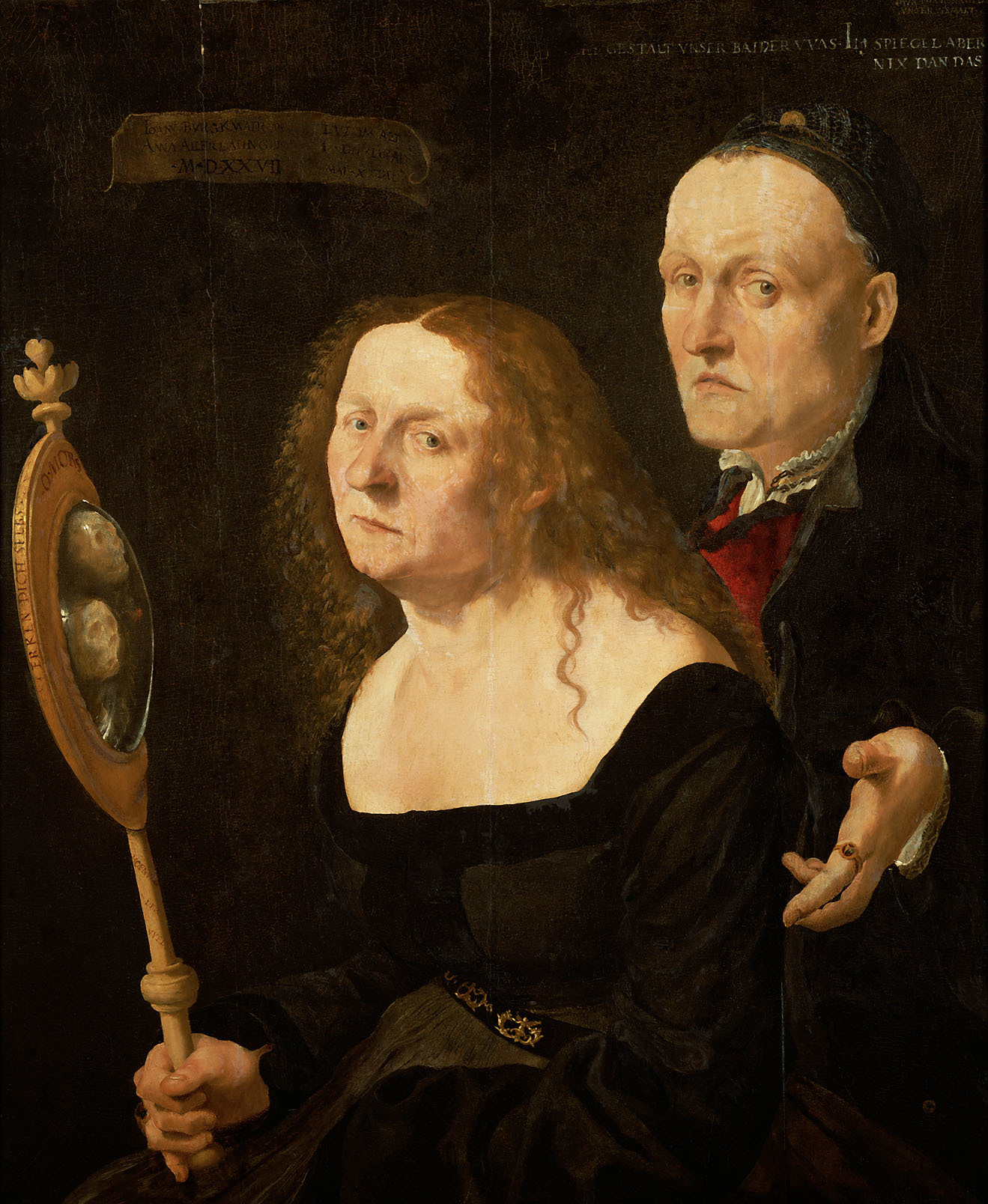
Der Maler Hans Burgkmair und seine Frau Anna, geb. Allerlai (1529)

Lukas Furtenagel (auch Lucas oder Laux; auch Fortennagel, Furtennagel, Furttenagel oder Furttnagel) (* 1505 in Augsburg; † nach 1550, vor 1563 ebenda) war ein deutscher Maler, der in Augsburg und Halle an der Saale tätig war und von dem urkundlich belegt ist, dass er Martin Luther im Tode porträtiert hat.

## Leben
Lukas Furtenagel war der Sohn des Augsburger Malers Jörg (auch Jorg) Furtenagel, der zwei weitere Kinder hatte und früh starb (1510/11). Danach übernahm der Goldschmied Hans Lutz die Pflegschaft für Lukas Furtenagel und seinen Bruder Jorg Furtenagel den Jüngeren († 1531), der ebenfalls Maler wurde. Die Werkstatt des Vaters erwarb Lienhart (Leonhart) Hamer der Jüngere, der Lukas Furtenagel am 15. Mai 1515 dem Handwerk als Lehrjunge vorstellte. 1527 wurde Lukas Furtenagel als fertig ausgebildeter Maler von Friedrich Hagenauer auf einer Bronzemedaille porträtiert. Diese gibt sein Alter mit 22 Jahren an.
Möglicherweise arbeitete Lukas Furtenagel später zeitweilig in der Cranach-Werkstatt in Wittenberg. Spätestens 1538 war er in Halle tätig, von wo aus er auch im Februar 1546 nach Eisleben gerufen wurde, um den toten Martin Luther zu porträtieren. Furtenagel hat laut zeitgenössischen Schilderungen ein Porträt des bereits im Sarg liegenden Luther gezeichnet, während zuvor schon ein namentlich nicht bekannter Maler aus Eisleben Luther noch auf dem Totenbett porträtierte. Bald darauf verließ Furtenagel Halle und kehrte nach Augsburg zurück, wo er am 15. Juni 1546 die Malergerechtigkeit erhielt. Sein in den Jahren 1546 bis 1550 nachweisbares Vermögen war jedoch gering. Er hatte eine Tochter, die ebenfalls die Malergerechtigkeit erlangte.

## Werk
Es gibt nur wenige Furtenagel zuzuordnende Gemälde, Zeichnungen oder Drucke. Zu seinem Werk zählt ein Doppelbildnis seines älteren Kollegen und Meisters Hans Burgkmair und dessen Frau aus dem Jahr 1529 (Öl auf Lindenholz, 60 × 52 cm, Bezeichnung rechts oben: „(L)AVX FVRTENAGEL (I)VNGER GEMALT“, Kunsthistorisches Museum Wien). 1542 schuf er zwei signierte und datierte Exlibris mit dem hallischen Stadtwappen für die Ratsbibel (Stadtarchiv Halle (Saale)).
Da bekannt ist, dass Furtenagel  Martin Luther porträtierte, wurde ihm lange eine Pinselzeichnung zugeschrieben, die den Kopf des toten Luther darstellt und sich im Kupferstichkabinett Berlin befindet. In jüngerer Zeit wird jedoch vermutet, dass sie auf ein von Lucas Cranach dem Älteren geschaffenes Muster des Sterbebildes zurückgeht.